# Ulvetid
 For alternative betydninger, se Ulvetid (flertydig). (Se også artikler, som begynder med Ulvetid)
Ulvetid er en dansk spændingsfilm fra 1981, skrevet og instrueret af Jens Ravn efter en roman af Helle Stangerup.
Filmens fire eneste medvirkende er Ghita Nørby, Frits Helmuth, Jannie Faurschou og Henning Rohde